# Prefekt
Prefekt (latinsko praefectus, predstojnik, nadzornik, poglavar), je vzgojitelj v internatu in visok ali najvišji upravni uradnik v provinci ali departmaju.
Beseda praefectus, ki je zložena iz besed prae v pomenu spredaj in facere, delati, narediti, je v antičnem Rimu pomenila naslov za vršilca dolžnosti raznih služb v upravi in vojski: praefectus provinciale (upravnik province), p. urbi (vršilec dolžnosti konzula, p. preatorio (poveljnik cesarske garde), p. equitum (poveljnik konjenice), p. classic (admiral), p. navis (kapitan bojne ladje).
Beseda prefekt je na Slovenskem v uporabi od 19. stoletja in je v začetku pomenila vzgojitelja v internatu. Sedaj pa beseda pomeni:
- predstojnik, načelnik kakšne službe, ustanove, npr. prefekt dikasterija v rimski kuriji, ki je pogosto obenem tudi kardinal;
- najvišji upravni uradnik v departmaju ali v provinci, zlasti v Franciji in Italiji, tudi na Japonskem itd.